# Richard von Krafft-Ebing
Richard Freiherr von Krafft Ebing (Richard, baron Krafft-Ebing), né le 14 août 1840 à Mannheim et mort le 22 décembre 1902 à Graz, est un psychiatre germano-autrichien qui est souvent considéré comme le père de la sexologie.
Son ouvrage Psychopathia Sexualis, publié pour la première fois en 1886 à Stuttgart  et décrivant différentes perversions sexuelles connaît un énorme succès de son vivant même. Plusieurs des termes figurant dans cet ouvrage sont passés dans le langage courant, comme les termes masochisme et sadisme, passés depuis dans le langage courant, des termes qu'il a créé en se référent aux œuvres  respectives de Leopold von Sacher-Masoch et du marquis de Sade. En langue allemande, il est le premier auteur à utiliser le terme pédophilie pour décrire l'attirance sexuelle envers les mineurs, une perversion qu'il nome pedophilia erotica.
Auteur prolifique, il publie maints articles et plusieurs ouvrages. Parmi ceux-ci, Grundzüge der Criminalpsychologie (1872) et Lehrbuch der Psychiatrie marquent durablement de leur empreinte la psychiatrie et la médecine légale dans l'espace germanophone. Tout comme son mentor Wilhelm Griesinger, sa pensée est fortement influencée par la théorie de la dégénérescence.
À la fin de sa carrière, il fonde à Graz le sanatorium Mariagrün, une clinique privée destinée à une clientèle fortunée.

## Biographie
Richard von Krafft-Ebing est l’aîné des cinq enfants d’un haut magistrat du Grand-duché de Bade, Friedrich Karl Conrad Christophe von Krafft-Ebing. Sa mère, Klara Antonia Carolina, est la fille du juriste Carl Joseph Anton Mittermaier.
Le titre de noblesse paternel, conféré en 1770 par l’impératrice Marie-Thérèse, est élevé au rang de baronnie par l'empereur d'Autriche François Ier en 1805.
Après des études de médecine, il se spécialise en psychiatrie et est l’élève de Wilhelm Griesinger à Zurich. Il exerce dans plusieurs institutions psychiatriques.
Il est l'un des premiers à considérer la notion de bisexualité, avec Havelock Ellis et Magnus Hirschfield comme une condition physique ou psychique introduisant des aspects masculins et féminins.
Il enseigne dans les universités de Strasbourg, Graz et Vienne où il devient expert en médecine légale. Il contribue à vulgariser la psychiatrie en donnant des conférences et des démonstrations où il pratique l’hypnose. Il ouvre, près de Graz et dirige jusqu'à sa mort le sanatorium  Mariagrün pour soigner les affections nerveuses. Il y soigne des personnes fortunées notamment la sœur de l'impératrice, Sophie-Charlotte en Bavière, duchesse d'Alençon.

## Œuvres
Krafft-Ebing écrit et publie nombre d’articles sur la psychiatrie, mais c’est son livre Psychopathia Sexualis (« Psychopathia sexualis : Étude médico-légale à l'usage des médecins et des juristes », 1886), qui reste le plus connu de ses écrits. L'ouvrage, destiné à servir de manuel de référence aux médecins légistes et aux magistrats, est rédigé dans une langue universitaire et l’introduction insiste sur le choix d’un titre savant, destiné à décourager les profanes. Dans le même esprit, il rédige certains passages en latin. En dépit de ces précautions, le livre connaît un grand succès populaire. Il est maintes fois réédité et traduit. Une marque de la popularité de l'ouvrage est le fait que les éditions successives de l’ouvrage entre 1886 et 1903 passent de 110 à 617 et de 45 cas à 238 cas présentés. Kraft-Ebbing recevra en effet un grand nombre de lettres à prétention autobiographique, écrites par des lecteurs s'étant « reconnus » dans les cas figurant dans les précédentes éditions.
L’édition française de référence est jusqu’à présent la suivante :
- Psychopathia sexualis (Étude médico-légale à l'usage des médecins et des juristes), texte des 16e et 17e éditions allemandes, traduction française par René Lobstein, préface du Dr Pierre Janet, Payot, 1931, réédité jusqu’en 1999, 910 pages.

L’œuvre de Krafft-Ebing comporte d’autres ouvrages, notamment :
(fr)
- Psychopathia sexualis, Pgreco éditeur, 2011.  (ISBN 8895563409)
- Sadisme de l'homme, sadisme de la femme., Petite Bibliothèque Payot, 2011.  (ISBN 2228906956)
- Les Formes du masochisme. Psychopathologie de la vie sexuelle (I), édition établie et préfacée par André Béjin, Paris, Payot, coll. Petite bibliothèque Payot, 2010.  (ISBN 2228905712)

(de)
- Die Melancholie: Eine klinische Studie (La Mélancolie, une étude clinique), 1874 ;
- Grundzüge der Kriminalpsychologie für Juristen (Bases de la psychologie criminelle pour les juristes), seconde édition : 1882 ;
- Die progressive allgemeine Paralyse (La paralysie générale progressive), 1894 ;
- Nervosität und neurasthenische Zustände (Nervosité et états neurasthéniques), 1895.

(en)
- Psychopathia Sexualis, 1886, rééditée par Bloat Books, 1999.  (ISBN 0-9650324-1-8).
Traduite en français, préfacée par Pierre Janet et  puis complétée par Albert Moll en 1928. Dans cette traduction, l'ouvrage a alors passé de 592 pages à 907.

## Psychiatrie forensique
Dans l'espace germanophone, Richard Krafft-Ebing contribue à diffuser la théorie de la dégénérescence développée par Morel et Magnan,. En 1872, il publie l'ouvrage Grundzüge der Criminalpsychologie, un ouvrage qui marquera durablement de son empreinte la médecine légale dans l'espace germanophone. Krafft-Ebing défend l'idée que certains accusés, même en l'absence d'une crise psychotique, présentent des états psychopathiques (psychopathische Zustände) qui méritent l'attention de la psychiatrie forensique et devraient être pris en compte en tant que circonstances atténuantes lors de leur jugement. Selon lui, ces accusés, en raison de certaines anomalies de leur développement corporel et intellectuel, d'origine essentiellement héréditaires, commettent des crimes pour des motifs et dans des circonstances inhabituelles.